# Lista de países que incluem Estados Unidos em seus nomes
Estados Unidos geralmente se refere aos Estados Unidos da América, mas há outros países e grupos de países com "Estados Unidos" no nome. A lista inclui países e grupos de países, que são reais, propostos ou fictícios:

## Países existentes
- Estados Unidos Mexicanos, o nome oficial do México, um estado independente desde 1821
- Estados Unidos da América, o nome oficial dos Estados Unidos, um estado independente desde 1776

## Países históricos
- Estados Unidos da Bélgica, uma confederação que existiu durante o ano de 1790
- República dos Estados Unidos do Brasil, o nome oficial do Brasil entre 1889 e 1937
- Estados Unidos do Brasil, o nome oficial do Brasil entre 1937 e 1967
- Estados Unidos da América Central (nome informal), ou as Províncias Unidas da América Central e a República Federal da América Central, existentes de 1823 a 1841
- Estados Unidos da Colômbia, nome mantido pela Colômbia entre 1863 e 1886
- Estados Unidos da Indonésia, nome do país de 1949 a 1950
- Estados Unidos das Ilhas Jônicas, ex-protetorado britânico de 1815 a 1864
- Estados Unidos de Saurashtra, um estado indiano entre 1948 e 1956
- Estados Unidos de Stellaland, uma união política de curta duração de Goshen e Stellaland propriamente dita no sul da África de 1883 a 1885
- Estados Unidos de Travancore e Cochin, o antigo estado indiano de Travancore-Cochin entre 1949 e 1950
- Estados Unidos da Venezuela, de 1864 a 15 de abril de 1953
- Estados Árabes Unidos, uma confederação da República Árabe Unida e o Iêmen do Norte, entre 1958 e 1961

## Países ou grupos propostos
- Estados Unidos da África Latina, uma entidade política proposta por Barthélemy Boganda para a África Central
- Estados Unidos da China, uma vez defendido antes da unificação da China por Chiang Kai-shek
- Estados Unidos da Europa, um conceito político de um único estado europeu
- Estados Unidos da África, um conceito político semelhante aos Estados Unidos da Europa
- Estados Unidos da América do Sul, uma federação proposta na América do Sul ou América Latina
- Estados Unidos da Grande Áustria, um estado sucessor do Império Austro-Húngaro proposto pelo Arquiduque Franz Ferdinand
- Estados Unidos da Austrália, um nome sugerido antes da criação e federação da Comunidade da Austrália
- Estados Unidos da Polônia, um conceito político não realizado da Polônia renascida, criado por Ignacy Jan Paderewski (1860–1941)

## Usos fictícios
- Estados Unidos do Canadá, um país proposto satiricamente formado pelo Canadá e pelos estados azuis liberais dos EUA, em oposição a Jesusland
- Estados Unidos da Mexamericanadá, referência satírica na política do século XXI
- Estados Unidos do Oeste, a admissão dos países europeus como estados dos Estados Unidos, conforme satiricamente defendido por Régis Debray em seu artigo Império 2.0